# Архаическая триада
Архаическая триада ― термин исторической науки, используемый для обозначения тройки древнейших божеств, которым поклонялись на Капитолийском холме в Риме: Юпитера, Марса и Квирина. Эта триада никак не обнаруживает себя в более поздние времена римского государства, а следы её предполагаемого существования можно найти лишь в некоторых литературных источниках и археологических находках. Считается, что на смену этой тройке в какой-то момент пришла Капитолийская триада из Юпитера, Юноны и Минервы. Многие учёные-антиковеды оспаривают обоснованность выделения этой триады. 

## Описание
Георг Виссова, исследователь древнеримской религии, определял структуру Архаической триады, основываясь на факте наличия в Риме трёх flamines maiores, которые служили этим трём богам. Он отметил, что эта триадическая структура является преобладающей во многих священных формулах, восходящих к самому древнему периоду, и отметил её ключевую роль в определении ordo sacerdotum, иерархии достоинства римских жрецов: Rex Sacrorum, Flamen Dialis, Flamen Martialis, Flamen Quirinalis и Pontifex Maximus ― в порядке убывания достоинства и значимости. Он утверждал, что коль скоро обозначенный порядок перестал отражать реальное влияние и властные отношения между жрецами в более поздний исторический период, значит, он должен был отражать жреческую иерархию иерархию самого раннего этапа развития римской религии. 
Жорж Дюмезил в различных публикациях, в частности в своей работе «Архаическая римская религия» выдвинул гипотезу о том, что эта триадическая структура была пережитком общей протоиндоевропейской религии, основанной на трифункциональной идеологии, смоделированной на разделении этого архаичного общества. Таким образом, высшим божеством должен был быть небесный суверен, наделённый религиозными, магическими и правовыми полномочиями и прерогативами (связанными с полномочиями царя и жреческими сакральными знаниями в человеческом обществе). За ним следовало в порядке достоинства божество, представляющее смелость и воинскую доблесть (связанное с классом воинов) и, наконец, божество, представляющее общие человеческие мирские ценности богатства, плодородия и удовольствия (связанное с классом экономических производителей). Согласно данной гипотезе, такая трёхчастная структура должна была быть общей для всех индоевропейских народов и её следы широко распространены в религии и мифах народов, живших на территории от Индии до Скандинавии и от Рима до Ирландии. Однако она исчезла из большинства этих обществ в доисторические времена, за исключением Индии.